# Ідку ЗПГ
Ідку ЗПГ — завод із зрідження природного газу, споруджений в Єгипті для забезпечення експортних поставок з офшорних газових родовищ Середземного моря. Розташований у 40 км на схід від Олександрії.
Завод складається з двох технологічних ліній потужністю по 3,6 млн.т ЗПГ на рік кожна (разом 10 млрд.м3 газу). Для зберігання продукції перед відвантаженням споруджено два резервуари по 140000 м3 кожен.
Портове господарство заводу може обслуговувати газові танкери вантажомісткістю до 160000 м3. Для забезпечення цих операцій споруджена гавань на схід від бухти Абукір, яка включає хвилелом, підхідний канал довжиною 4 км та шириною 230 метрів, акваторію для розвороту діаметром 600 метрів  та причал на основі естакади довжиною 2,4 км.
Введення заводу в експлуатацію відбулось у 2005—2006 роках. Сировина для нього в основному подавалась із газопереробного заводу Буруллус, куди в свою чергу надходила з родовищ Сіміан/Сієнна та Сапфір. Проте вже невдовзі різке зростання внутрішнього споживання в Єгипті призвело до дефіциту сировини. В результаті у 2015-му з Ідку ЗПГ відправили лише 5 газовозів (проти 50 двома роками раніше). При цьому для беззбиткової роботи мінімальний рівень завантаження повинен складати 22 партії. На відновлення повноцінного виробництва дав підстави сподіватись зростаючий видобуток компанії BP (один зі співвласників проекту), яка у травні 2017-го запустила в експлуатацію офшорні родовища Таурус і Лібра, підключені до згаданого вище ГПЗ Буруллус.
Також можливо відзначити, що введення в дію наприкінці 2010-х супергігантського родовища Зогр дало можливість практично ліквідувати дефіцит блакитного палива на внутрішньому ринку. Крім того, Єгипет запропонував використовувати свої заводи зі зрідження для перевалки ресурсу ізраїльського походження. Надходження ресурсу зі сходу до Ідку може забезпечити газотранспортний коридор Ель-Гаміль – Ідку.